# Edward Bushnell
Edward Rogers Bushnell (Republican City, 5 dicembre 1876 – Moorestown, 5 gennaio 1951) è stato un mezzofondista statunitense.
Grant rappresentò l'Università della Pennsylvania nelle gare intercollegiali di atletica.
Prese parte ai Giochi olimpici di Parigi del 1900 nella gara degli 800 metri piani, in cui fu eliminato in batteria.